# غدة كظرية
الكظر أو الغدة الكظرية أو الغدة فوق الكلوية يحتوي جسم الإنسان على غدتين كظريتين، تنتميان إلى جهاز الغدد الصماء، وتفرزان عدداً من الهرمونات كالأدرينالين والستيرويدات كالألدوسترون والكورتيزول. تقع هاتان الغدتان فوق الكلية، وكل واحدة منهما لها قشرة خارجية تنتج الهرمونات الستيرويدية ولب داخلي. تنقسم قشرة الغدة الكظرية إلى ثلاث مناطق وهي بالترتيب من الخارج إلى الداخل: المنطقة الكبيبية والمنطقة الحزمية والمنطقة الشبكية.
تنتج قشرة الغدة الكظرية ثلاث أنواع رئيسية من الهرمونات الستيرويدية وهي: الهرمونات القشرية المعدنية والهرمونات القشرية السكرية والأندروجينات الكظرية. فأما القشرانيات المعدنية كالألدوستيرون فتُنتَج في المنطقة الكبيبية من القشرة الكظرية وتُساعد في تنظيم ضغط الدم والحفاظ على توزان الكهارل في الجسم. وتُنتَج القشرانيات السكرية كالكورتيزول في المنطقة الحزمية وتنظم عمليات الأيض في الجسم وتثبط جهاز المناعة. تفرز المنطقة الشبكية وهي الجزء الأعمق من القشرة الكظرية، الأندروجينات الكظرية والتي تحولها الغدد التناسلية أو الأعضاء الأخرى التي تستهدفها هذه الهرمونات إلى هرمونات فعالة قادرة على القيام بوظائفها. تُسمى عملية تصنيع الستيرويدات بعملية توليد الستيرويد وتتضمن عدداً من التفاعلات والعمليات الكيميائية التي تتم في خلايا القشرة الكظرية. بينما ينتج لب القشرة الكظرية الكاتيكولامينات وهي هرمونات تجعل الجسم يصدر استجابة سريعة عندما يتعرض للضغط والإجهاد.
يندرج الخلل الوظيفي الذي يصيب الغدة الكظرية ضمن أمراض الغدد الصماء. حيث يسبب زيادة إفراز هرمون الكورتيزول في الدم متلازمة كوشينغ، في حين يصاحب داء أديسون نقصٌ في إفراز ذات الهرمون. ويؤثر مرضٌ وراثيٌ على الغدة الكظرية يسمى فرط تنسج الكظرية الخلقي، وينشأ هذا المرض من خللٍ في تنظيم آليات التحكم في الغدد الصماء. وقد تنشأ أنواعٌ مختلفةٌ من الأورام من نسيج الغدة الكظرية والتي غالباً ما تكتشف عند استخدام التصوير الطبي لفحص أمراضٍ أخرى.

## البنية التشريحية
تقع كل غدة كظرية على إحدى جانبي جسم الإنسان في تجويفٍ خلف الصفاق، وكل غدة موجودة فوق إحدى الكليتين بحيث تميل قليلاً إلى الجانب الأنسي. وتختلف الغدتان في شكليهما وحجميهما؛ فالغدة الكظرية اليمنى تتخذ شكلاً هرمياً بينما تتخذ اليسرى شكلاً هلالياً، والغدة اليسرى أكبر حجماً. يبلغ طول الغدتان الكظريان 5 سم وعرضهما 3 سم وسمكهما 1 سم. والغدتان الكظريان صفراوا اللون ويتراوح وزن الواحدة منهما في الإنسان البالغ من 7 إلى 10 غم.
تُحاط الغدتان الكظريان بمحفظة دهنية وتقعان داخل اللفافة الكلوية التي تحيط بالكلية أيضاً ويفصل بين الكلية والغدة جدار واهن من النسيج الضام. وتتواجد الغدتان الكظريان أسفل الحجاب الحاجز مباشرةً وتربطهما اللفافة الكلوية بساقي الحجاب الحاجز.
تتكون كل غدة من جزئين مستقلين ولكل جزء وظيفة خاصة؛ وهما القشرة الكظرية الخارجية ولب الكظرية الداخلي وكلاهما يفرزان هرمونات.

### قشرة الكظرية

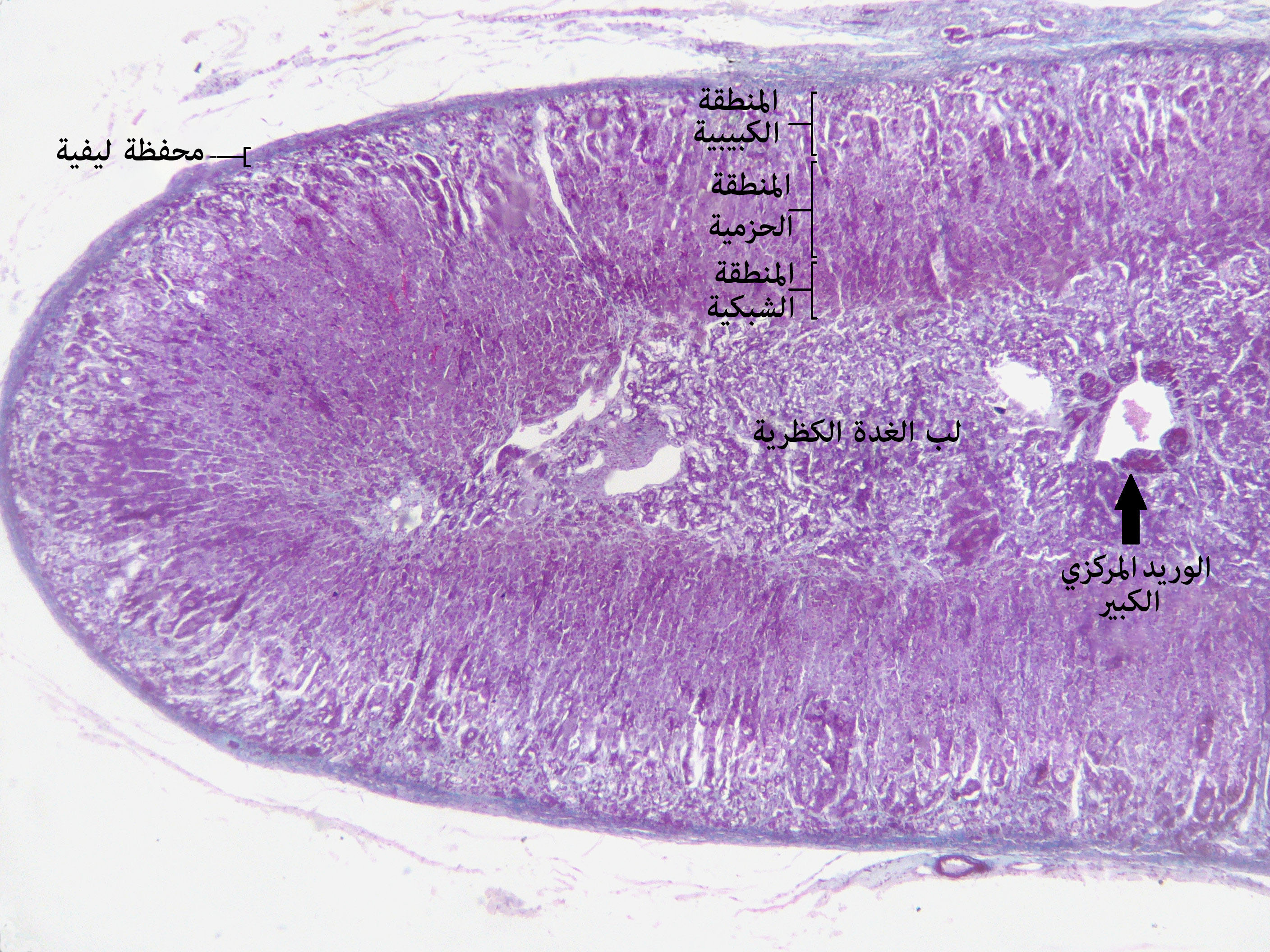
مقطع للغدة الكظرية عند الإنسان تحت المجهر، ويظهر فيه الطبقات المختلفة المكونة للغدة وهي على الترتيب من سطح الغدة إلى مركزها: المنطقة الكبيبية والمنطقة الحزمية والمنطقة الشبكية ولب الكظرية.ويظهر الوريد المركزي في لب الكظرية.

تحتل قشرة الكظرية الجزء الخارجي للغدة ويوجد داخلها ثلاث طبقات تسمى بالمناطق. وعند فحص هذه المناطق تحت المجهر الضوئي، يتجلى المظهر المميز لكل منطقة والتي تختلف عن بعضها أيضاً في الوظيفة. وتنتج القشرة هرمون الألدوستيرون والكورتيزول والأندروجينات.

#### المنطقة الكبيبية
تشكل المنطقة الكبيبية المنطقة الخارجية من قشرة الكظر، وتقع مباشرة تحت المحفظة الليفية المحيطة بالغدة الكظرية. تشكل خلايا هذه الطبقة مجموعاتٍ بيضاوية يفصل بينها حزمة خيوط رفيعة من النسيج الضام المتفرعة من المحفظة الليفية والتي تحمل الشعيرات المغذية.
ينتج في هذه المنطقة أحد القشرانيات المعدنية، فهي المكان الرئيسي لإنتاج الألدوستيرون وذلك باستخدام الإنزيم المخلق للألدوسيترون (aldosterone synthase). ويلعب هذا الهرمون دورًا مهمًا في تنظيم ضغط الدم على المدى البعيد.

#### المنطقة الحزمية
تقع المنطقة الحزمية في وسط قشرة الكظر بين المنطقة الكبيبية والمنطقة الشبكية. وتُنتج خلايا هذه المنطقة القشرانيات السكرية مثل الكورتيزول. وتنتظم هذه الخلايا في أعمدة تتجه نحو لب الغدة. وتحتوي على العديد من القطرات الدهنية والميتوكوندريا وشبكة إندوبلازمية ملساء معقدة التركيب. كما تمتاز هذه المنطقة بأنها تشغل الحجم الأكبر مقارنة بالمنطقتين الأخريين بما يعادل 80% من حجم القشرة.

#### المنطقة الشبكية
هي المنطقة الداخلية والأعمق من طبقات القشرة الكظرية، وتقع قرب لب الكظرية مباشرة. تنتج هذه الطبقة الأندروجينات مثل: هرمون ديهايدرو إيبى أندروستيرون وكبريتات الديهايدرو إيبى أندروستيرون والأندروستندويون (السابق والوسيط الحيوي لهرمون التستوستيرون) في الإنسان. تشكل خلاياها مجموعاتٍ وحبال يفصلها عن بعضها شعيرات دموية ونسيج ضام. تتكون هذه الخلايا من كميات قليلة من السيتوبلازم والقطرات الدهنية، وقد تظهر صبغة الليبوفيوسين البنية فيها أحيانًا.

### لب الكظرية
تحيط القشرة الكظرية باللب المتمركز في وسط كلتا الغدتين. يتألف لب الكظر من خلايا قاتمة تُدعى خلايا لبية، أو خلايا أليفة للكروم أي كرومافينية؛ تعتبر هذه الخلايا مصدر الجسم الرئيسي للكاتيكولامينات المفرزة (الأدرينالين والنُورأدرينالين). إذ يُفرز 80% من الأدرينالين (الإبينفرين) و20% من النورأدرينالين (النورإبنيفرين) هنا في لب الكظرية.
تأتي الإشارات العصبية التي تتحكم في لب الكظرية من الجهاز العصبي الودي عبر الألياف العصبية قبل العقديّة التي تتفرع من الشدف الصدرية للحبل الشوكي وتحديدًا من الفقرات الصدرية 5 – 11 (ص5 – ص11). ونتيجة طبيعة هذا التعصيب القادم من الألياف العصبية قبل العقدية، فإن لب الكظرية يعتبر نوع متخصص من العقد الودية (العقد الخاصة بالجهاز العصبي الودي). ويفتقر هذا النوع المتخصص إلى التشابك العصبي مما يجعلها تطرح ما تفرزه في الدم.

### التروية الدموية
تملك الغدة الكظرية أكبر معدل للتروية الدموية التي تصل كل غرامٍ من نسيجها مقارنة بأي عضوٍ آخر؛ ويمكن أن يصل عدد الشرايين الصغيرة التي تدخل الغدة الواحدة إلى ستين شريانًا. تتم ترويّة كل غدة كظريّة عبر ثلاث شرايين:
- الشريان الكظري العلوي المتفرع من الشريان الحجابي السفلي.
- الشريان الكظري المتوسط المتفرع من الشريان الأبهر البطني مباشرةً.
- الشريان الكظري السفلي المتفرع من الشريان الكلوي.

يتفرع من هذه الشرايين التي تروي الغدة عددٌ كبيرٌ من الشرينات المغذية مشكلة شبكة في المحفظة المحيطة بالغدة الكظرية. تشكل المحفظة حزم خيطية رفيعة لتدخل الغدة وتحمل الدم القاني معها.
يُصرف الدم الوريدي من الغدة عبر الأوردة الكظرية، إذ يتفرع كل وريد من إحدى الغدتين، وهما:
- الوريد الكظري الأيمن الذي يصب في الوريد الأجوف السفلي.
- الوريد الكظري الأيسر الذي يصب في الوريد الكلوي الأيسر أو في الوريد الحجابي السفلي.

يوجد وريد مركزي في لب الكظرية، والذي يختلف في بنيته عن سائر أورد الجسم، فالعضلات الملساء الموجود في الغلالة الوسطانية (الطبقة الوسطى من طبقات الأوعية الدموية) مرتبة في حزم طولية بارزة.

### التنوع التشريحي للغدة بين البشر
قد لا تتطور الغدة الكظرية على الإطلاق وفي أحيانٍ أخرى قد تلتصق في المنتصف خلف الشريان الأبهر. وقد تأتي هذه التنوعات في تشريح الغدة مع عيوبٍ خَلقيةٍ، مثل: فشل تطور الكلية أو التصاق الكليتين. ويمكن أن توجد الغدة بجزء من القشرة أو بلا قشرة على الإطلاق، وحتى يمكن أن تظهر في غير مكانها الطبيعي.

## الوظيفة

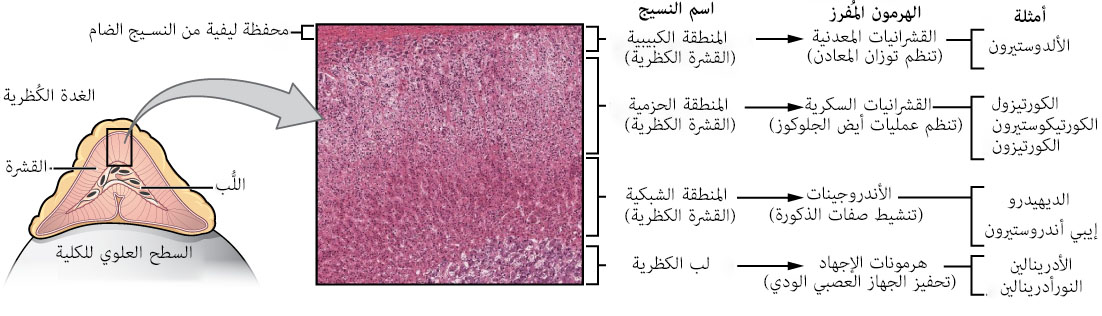
تُنتج العديد من الهرمونات في مناطق مختلفة من قشرة ولب الغدة الكظرية. تبلغ قوة التكبير للمجهر الضوئي المستخدم × 204.

تتمثل وظيفة الغدة الكظرية بإفراز العديد من الهرمونات؛ التي تخضع للتأييض في الغدة نفسها أو في أجزاء أخرى من الجسم بفعل الإنزيمات. تنفذ هذه الهرمونات العديد من الوظائف الحيوية.

### الستيرويدات القشرية
تمثل الستيرويدات القشرية مجموعةً من الهرمونات الستيرويدية التي تنتجها قشرة الغدة الكظرية، وتسمى بهذا الاسم نسبة إلى مكان تصنيعها هناك. وتُسمى الستيروئيدات القشرية حسب وظيفتها كما يلي:
- الستيرويدات القشرية المعدنية (القشرانيات المعدنية) ومن أمثلتها: الألدوستيرون الذي يحافظ على التوازن بين الأملاح المعدنية وحجم الدم في الجسم.[32]
- الستيرويدات القشرية السكرية (القشرانيات السكرية) ومن أمثلتها: الكورتيزول الذي يؤثر على معدل أيض البروتين والدهون والسكر (الجلوكوز).[33]

القشرانيات المعدنية
الألدوستيرون من الهرمونات القشرية المعدنية التي تنتجها الغدة الكظرية، وهو صاحب دور مهم في الحفاظ على توازن الأملاح والمعادن وحجم الدم في جسم الإنسان. هذا الدور يتمثل بأثر الألدوستيرون على أجزاء معينة من الوحدة الكلوية وهي النبيبات الملتفة البعيدة والقنوات الجامعة بحيث يزيد من إعادة امتصاص شوارد الصوديوم بالتبادل مع إطراح أيونات البوتاسيوم وأيونات الهيدروجين. ويعتبر الألدوستيرون مسؤولاً عن إعادة امتصاص حوالي 2% من السائل الكبيبي الراشح. كما أن للهرمون تأثيرًا حابسًا للصوديوم بفعل تحفيز مستقبلاته في الغدد اللعابية ونهاية القولون. يوجد منظمان رئيسيان لإفراز الألدوستيرون، وهما هرمون الأنجيوتنسين II والبوتاسيوم في السائل خارج الخلوي. إن أثر الألدوستيرون الحابس للصوديوم والمؤثر على كميته في جسم الإنسان يوضح أهمية الألدوستيرون في تنظيم ضغط الدم فكمية الصوديوم تؤثر على حجم السائل خارج الخلوي وضغط الدم.